# Cálculo de variaciones
El cálculo de variaciones o cálculo variacional es un problema matemático consistente en buscar máximos y mínimos (o más generalmente extremos relativos) de funcionales continuos definidos sobre algún espacio funcional. 
Constituyen una generalización del cálculo elemental de máximos y mínimos de funciones reales de una variable.
Este problema de optimización (de dimensiones infinitas) con aplicaciones en física teórica y física matemática se convirtió en un campo especializado a mediados del siglo XVIII, particularmente por Leonhard Euler y Joseph-Louis Lagrange. El cálculo de variaciones, sus temas relacionados y sus aplicaciones son objeto de la enseñanza actual, Desarrollo posterior e investigación. La pregunta ¿Cómo se pueden seguir desarrollando los métodos del cálculo de variaciones? es el 23.º problema de la lista de problemas de Hilbert. Los matemáticos Ennio De Giorgi y Charles Morrey, entre otros, realizaron otras contribuciones. Sus investigaciones condujeron a la solución del decimonoveno  problema de Hilbert con el reto ¿Son analíticas todas las soluciones de los problemas variacionales regulares?. Los teoremas desarrollados por la matemática alemana Emmy Noether, relacionados con el cálculo de variaciones, desempeñan un papel importante en la física moderna (Simetría).  La matemática estadounidense Karen Uhlenbeck fue galardonada con el Premio Abel en 2019. Uhlenbeck ha trabajado intensamente en el cálculo de variaciones. 

## Historia
El cálculo de variaciones se desarrolló a partir del problema de la curva braquistócrona, planteado inicialmente por Johann Bernoulli (1696). Inmediatamente este problema captó la atención de Jakob Bernoulli y el Marqués de L'Hôpital, aunque fue Leonhard Euler el primero que elaboró una teoría del cálculo variacional. Las contribuciones de Euler se iniciaron en 1733 con su Elementa Calculi Variationum ('Elementos del cálculo de variaciones') que da nombre a la disciplina.
Lagrange contribuyó extensamente a la teoría y Legendre (1786) asentó un método, no enteramente satisfactorio para distinguir entre máximos y mínimos. Isaac Newton y Gottfried Leibniz también prestaron atención a este asunto. Otros trabajos destacados fueron los de Vincenzo Brunacci (1810), Carl Friedrich Gauss (1829), Siméon Poisson (1831), Mijaíl Ostrogradski (1834) y Carl Jacobi (1837). Un trabajo general particularmente importante es el de Sarrus (1842) que fue resumido por Cauchy (1844). Otros trabajos destacados posteriores son los de Strauch (1849), Jellett (1850), Otto Hesse (1857), Alfred Clebsch (1858) y Carll (1885), aunque quizá el más importante de los trabajos durante el siglo XIX es el de Weierstrass. Este importante trabajo fue una referencia estándar y es el primero que trata el cálculo de variaciones sobre una base firme y rigurosa. Los problema 20 y 23 de Hilbert planteados en 1900 estimularon algunos desarrollos posteriores. Durante el siglo XX, David Hilbert, Emmy Noether, Leonida Tonelli, Henri Lebesgue y Jacques Hadamard, entre otros, hicieron contribuciones notables. Marston Morse aplicó el cálculo de variaciones a lo que actualmente se conoce como teoría de Morse. Lev Semenovich Pontryagin, Ralph Rockafellar y Clarke desarrollaron nuevas herramientas matemáticas dentro de la teoría del control óptimo, generalizando el cálculo de variaciones.

### Problema Isoperimétrico
¿Cuál es el área máxima A que puede rodearse con una curva de longitud L dada? Si no existen restricciones adicionales, la solución es:

{\displaystyle A={\frac {L^{2}}{4\pi }}}

Que es el valor que se obtiene para un círculo de radio {\displaystyle R=L/2\pi }.
Si se imponen restricciones adicionales la solución es diferente. Un ejemplo es si suponemos que L se considera sobre una función {\displaystyle f(x)} y los extremos de las curva están sobre los puntos {\displaystyle A=(a,0),B=(b,0)} donde la distancia entre ellos está dada. Es decir {\displaystyle AB=L\,}. El problema de hallar una curva que maximice el área entre ella y el eje x sería, hallar una función {\displaystyle f(x)} de modo que:

{\displaystyle \max _{f:[a,b]\to \mathbb {R} }I[f]=\int _{a}^{b}f(x)dx}

con las restricciones:

{\displaystyle {\begin{cases}G[f]=\int _{a}^{b}{\sqrt {1+(f'(x))^{2}}}dx=L&{\mbox{longitud de arco}}\\f(a)=f(b)=0\end{cases}}}

### Braquistócrona
El problema de la curva braquistócrona se remonta a J. Bernoulli (1696). Se refiere a encontrar una curva en el plano cartesiano que vaya del punto {\displaystyle P=(x_{0},y_{0})} al origen de modo que un punto material que se desliza sin fricción sobre ella tarda el menor tiempo posible en ir de {\displaystyle P} al origen. Usando principios de mecánica clásica el problema puede formularse como, 

{\displaystyle \min _{f}T[f]=\int _{0}^{x_{0}}{\frac {\sqrt {1+(f'(x))^{2}}}{\sqrt {2g(y_{0}-y)}}}\ dx}

donde g es la gravedad y las restricciones son, {\displaystyle f(0)=0}, {\displaystyle f(x_{0})=y_{0}}. Hay que notar que en {\displaystyle x=x_{0}} existe una singularidad.

## Extremos
El cálculo de variaciones está relacionado con los máximos o mínimos (colectivamente denominados extremos) de los funcionales. Un funcional mapea funciones con escalares, por lo que los funcionales se conocen como  "funciones de funciones."  Los funcionales poseen extremos con respecto a los elementos {\displaystyle y} de un dado espacio de función definido sobre un determinado dominio. Se dice que un funcional {\displaystyle J[y]} posee un extremo en la función {\displaystyle f} si {\displaystyle \Delta J=J[y]-J[f]} posee el mismo signo para todo {\displaystyle y} en un entorno arbitrariamente pequeño de {\displaystyle f.} La función {\displaystyle f} es denominada una función extrema. El extremo {\displaystyle J[f]} es denominado un máximo local si {\displaystyle \Delta J\leq 0} en todo punto de un entorno arbitrariamente pequeño de {\displaystyle f,} y un mínimo local si {\displaystyle \Delta J\geq 0} allí.Un espacio de un espacio de funciones continuas, los extremos de los funcionales correspondientes son denominados extremo fuerte o extremo débil, dependiendo de si las primeras derivadas de las funciones continuas son respectivamente continuas o no.
Tanto los extremos fuertes como los débiles de las funcionales son para un espacio de funciones continuas, pero los extremos fuertes tienen el requisito adicional de que las primeras derivadas de las funciones en el espacio sean continuas. Por lo tanto un extremo fuerte es también un extremo débil, pero la relación inversa no puede ser válida.  Encontrar extremos fuertes es más difícil que encontrar extremos débiles. Un ejemplo de la condición necesaria que se utiliza para encontrar un extremo débil es la ecuación de Euler–Lagrange.

## Formulación general
Uno de los problemas típicos en cálculo diferencial es el de encontrar el valor de {\displaystyle x\,} para el cual la función {\displaystyle f(x)\,} alcanza un valor extremo (máximo o mínimo). En el cálculo de variaciones el problema es encontrar una función {\displaystyle f(x)} para la cual un funcional {\displaystyle J[f]\,} alcance un valor extremo. El funcional {\displaystyle J[f]} está compuesto por una integral que depende de {\displaystyle x}, de la función {\displaystyle f(x)} y algunas de sus derivadas.

(1.ª){\displaystyle \max _{f}/\min _{f}\left\{J[f]=\int _{a}^{b}{\mathcal {L}}(x,f(x),f'(x),f''(x),\dots ,f^{(n)}(x))\,dx\right\}}

Donde la función {\displaystyle f(x)} pertenece a algún espacio de funciones (espacio de Banach, espacio de Hilbert), y tanto ella como sus derivadas pueden tener restricciones. Esta fórmula integral puede ser más complicada permitiendo a {\displaystyle x} ser un vector, y por lo tanto incluyendo derivadas parciales para {\displaystyle f}:

(1b){\displaystyle \max _{\mathbf {f} }/\min _{\mathbf {f} }\left\{J[\mathbf {f} ]=\int _{{\mathcal {D}}\subset \mathbb {R} ^{n}}{\mathcal {L}}(\mathbf {x} ,\mathbf {f} (\mathbf {x} ),D\mathbf {f} (\mathbf {x} ),\dots ,D^{n}\mathbf {f} (\mathbf {x} ))\,d^{n}\mathbf {x} \right\}}

### Espacios funcionales
La fundamentación rigurosa del cálculo de variaciones requiere considerar variedades diferenciales lineales de dimensión infinita. De hecho el punto de partida del cálculo de variaciones es un teorema de análisis funcional que prueba que es posible considerar una curva en un espacio funcional (e.g. trayectoria en el espacio fásico) simplemente como una función con una variable adicional, concretamente:
| La categoría formada por espacios vectoriales convenientes y funciones suaves entre ellos es cerrada por el producto cartesiano, de tal manera que se tiene la siguiente biyección natural: {\displaystyle C^{\infty }(E\times F,G)\approx C^{\infty }(E,C^{\infty }(F,G))} donde {\displaystyle \scriptstyle E,F} son espacios vectoriales convenientes y la biyección anterior es un difeomorfismo. |

El teorema anterior puede aplicarse por ejemplo al principio de mínima acción donde trata de encontrarse la trayectoria posible en el espacio de fases que hace mínima la integral de acción. Dicha trayectoria es una curva suave en el espacio de trayectorias E, considerando ahora:

{\displaystyle E=C^{\infty }(\mathbb {R} ,\mathbb {R} ^{n}),\quad F=G=\mathbb {R} }

Se tiene que el problema de minimización puede reducirse a minimizar una cierta función real f de variable real:

{\displaystyle f_{q_{0}}(\varepsilon ):=S[q_{0}+\varepsilon \delta q],\qquad S:\mathbb {C} ^{\infty }(\mathbb {R} ^{n})\to \mathbb {R} ,\ S[q]:=\int _{t_{1}}^{t_{2}}{\mathcal {L}}(q(t),{\dot {q}}(t),t)\ dt,\ q(t)\in \mathbb {R} ^{n}}

### Extremos relativos débiles y fuertes
Un problema variacional requiere que el funcional {\displaystyle \scriptstyle J(f)} esté definido sobre un espacio de Banach {\displaystyle \scriptstyle (V,\|\cdot \|_{V})} adecuado. La norma vectorial de dicho espacio es lo que permite definir rigurosamente si una solución es un mínimo o un máximo relativo. Por ejemplo una función {\displaystyle \scriptstyle f_{0}} es un mínimo relativo si existe un cierto {\displaystyle \scriptstyle \delta >0} tal que, para toda función {\displaystyle \scriptstyle f} se cumpla que:

{\displaystyle \|f-f_{0}\|<\delta \quad \Rightarrow \quad J(f_{0})\leq J(f)}